# Michael Stuart Brown
Michael S. Brown nació en Nueva York el 13 de abril de 1941. Se doctoró en Medicina en la Universidad de Pensilvania en 1967. En 1977 entró a trabajar en el Centro de Enfermedades Genéticas de la Facultad de Medicina de Dallas.
Trabaja fundamentalmente sobre el metabolismo del colesterol
Obtiene el Premio Nobel de Fisiología o Medicina en 1985, compartido con Joseph L. Goldstein. Uno de sus discípulos es Thomas C. Südhof ganador en 2013 del mismo galardón.

## Premios y honores
Brown ha ganado numerosos premios y honores, que incluyen:
- 2016 - Orador principal en el Congreso de futuros líderes médicos
- 2011 - Premio al Científico Distinguido Stadtman, Sociedad Estadounidense de Bioquímica y Biología Molecular
- 2007 - Premio Constructores de la Ciencia, Research! America[3]
- 2005 - Premio Woodrow Wilson al servicio público
- 2005 - Premio Herbert Tabor, Sociedad Estadounidense de Bioquímica y Biología Molecular.[4]
- 2003 - Premio del Centro Médico de Albany
- 2002 - Medalla Kober, Asociación de Médicos Estadounidenses.[5]
- 1999 - Premio de la Fundación Warren Alpert , Facultad de Medicina de Harvard.[6]
- 1991 - Elegido miembro extranjero de la Royal Society (ForMemRS)
- 1988 - Medalla Nacional de Ciencias.[7]
- 1986 - Premio Golden Plate de la Academia Estadounidense de Logros
- 1985 - Premio Nobel de fisiología y medicina
- 1985 - Premio Albert Lasker de Investigación Médica Básica
- 1985 - Premio William Allan , Sociedad Estadounidense de Genética Humana
- 1984 - Premio Louisa Gross Horwitz
- 1981 - Premio Internacional de la Fundación Gairdner
- 1980 - miembro electo de la Academia Nacional de Ciencias
- 1979 - Premio Lounsbery , Academia Nacional de Ciencias de EE. UU.
- 1978 - Premio Passano , Universidad Johns Hopkins
- 1976 - Premio Pfizer en Química Enzimática , Sociedad Química Estadounidense
- 1974 - Premio Heinrich Wieland